# لقاح الطاعون
لقاح الطاعون (بالإنجليزية: Plague vaccine)‏ هو لقاح يستخدم ضد يرسينيا طاعونية. تم استخدام البكتيريا المقتطفة منذ عام 1890 ولكنها أقل فعالية ضد الطاعون الرئوي بحيث تم تطوير لقاحات حية مؤخرًا من نوع موهن ولقاحات البروتين المؤتلف لمنع المرض.

## التحصين من الطاعون
يستخدم لقاح الطاعون لتحريض المناعة الخاصة النشطة في كائن حساس للطاعون عن طريق إعطاء مادة مستضدية (لقاح) عبر مجموعة متنوعة من الطرق إلى الأشخاص المعرضين لخطر الإصابة على أي شكل إكلينيكي من الطاعون. وتعرف هذه الطريقة باسم تحصين الطاعون. هناك أدلة قوية على فعالية بعض لقاحات الطاعون في منع أو تخفيف آثار مجموعة متنوعة من الأشكال السريرية للعدوى من قبل يرسينيا طاعونية. ويشمل تحصين الطاعون أيضا حالة المناعة السلبية المنفعلة للطاعون في كائن حي سريع التأثر بعد إعطاء اجسام مضادة الطاعون أو مصل الطاعون في الأشخاص الذين لديهم خطر مباشر من الإصابة بالمرض.
العديد من المناطق التي تضررت من الطاعون في العصور الحديثة هي دول العالم الثالث، وبالتالي لا يمكن الحصول على تشخيص دقيق أو رعاية طبية مناسبة لأي مرضى من الطاعون الدبلي أو الرئوي.
لم تجد مراجعة منهجية من مؤسسة كوكرين أي دراسات ذات جودة كافية لإدراجها في المراجعة، وبالتالي لم تتمكن من الإدلاء بأي تصريح حول فعالية اللقاح.

## روابط خارجية
- لقاح الطاعون ( Plague vaccine ) | الطبي

- Plague Vaccine - CDC